# Surogat
Surogat é um filme de animação em curta-metragem iugoslavo de 1961 dirigido e escrito por Dušan Vukotić e Rudolf Sremec. Venceu o Oscar de melhor curta-metragem de animação na edição de 1962.